# رود یازاواگاوا

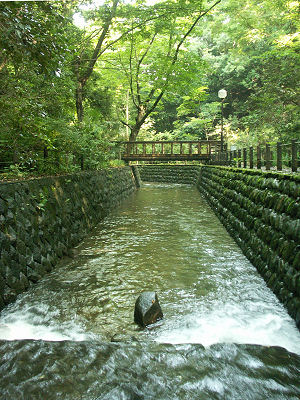
رودخانهٔ یازاواگاوا.

رود یازاواگاوا (به ژاپنی: 谷沢川) رودی است که در توکیو پایتخت کشور ژاپن جاری است. رود یازاواگاوا از رود تاما منشعب می‌شود و در منطقهٔ سومیدا جاری است. این رود ۳٬۷ کیلومتر طول دارد.

## دره تودوروکی
فلات موساشینو فلاتی پوشیده از لایه‌های متناوب لایه‌های سنگریزه نفوذپذیر به آب است که بر روی یک لایه رسی دریایی غیرقابل نفوذ نسبت به آب تشکیل شده‌است. در این محوطه اطراف رود چشمه‌های زیادی وجود دارد. دره تودوروکی دره ای است که در اثر فرسایش فلات توسط این مقدار زیاد آب چشمه به وجود آمده‌است. در پایین دره، گردشگاهی در پایین دست نزدیک ایستگاه تودوروکی وجود دارد. صخره‌های شیب دار حدود ۱۰ متری پوشیده از انبوهی از درختان است و حتی در تابستان نیز تاریک و خنک است. علاوه بر این، ضلع جنوبی در مجاورت محوطه معبد مانگانجی است که گفته می‌شود در دوره سنگوکو از فوکاساوا منتقل شده‌است و معبد تودوروکی فودوسون نیز یکی از ۳۶ مکان مقدس کانتو فودو است. و یک چایخانه به جز در زمستان در این دره وجود دارد که آن را به یکی از طبیعی‌ترین مکان‌ها برای استراحت در توکیو تبدیل می‌کند.

## رسیدن
- ایستگاه تودوروکی

## نگارخانه

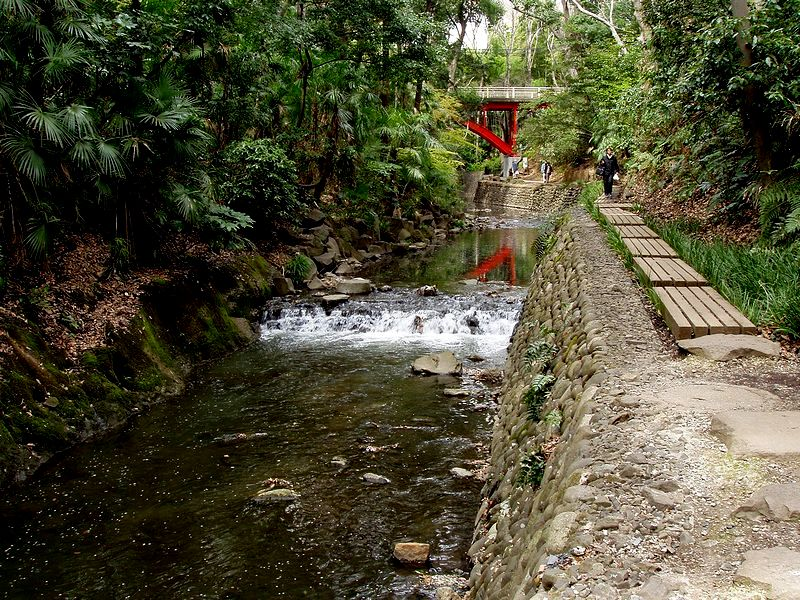
تودوروکی کیکوکو
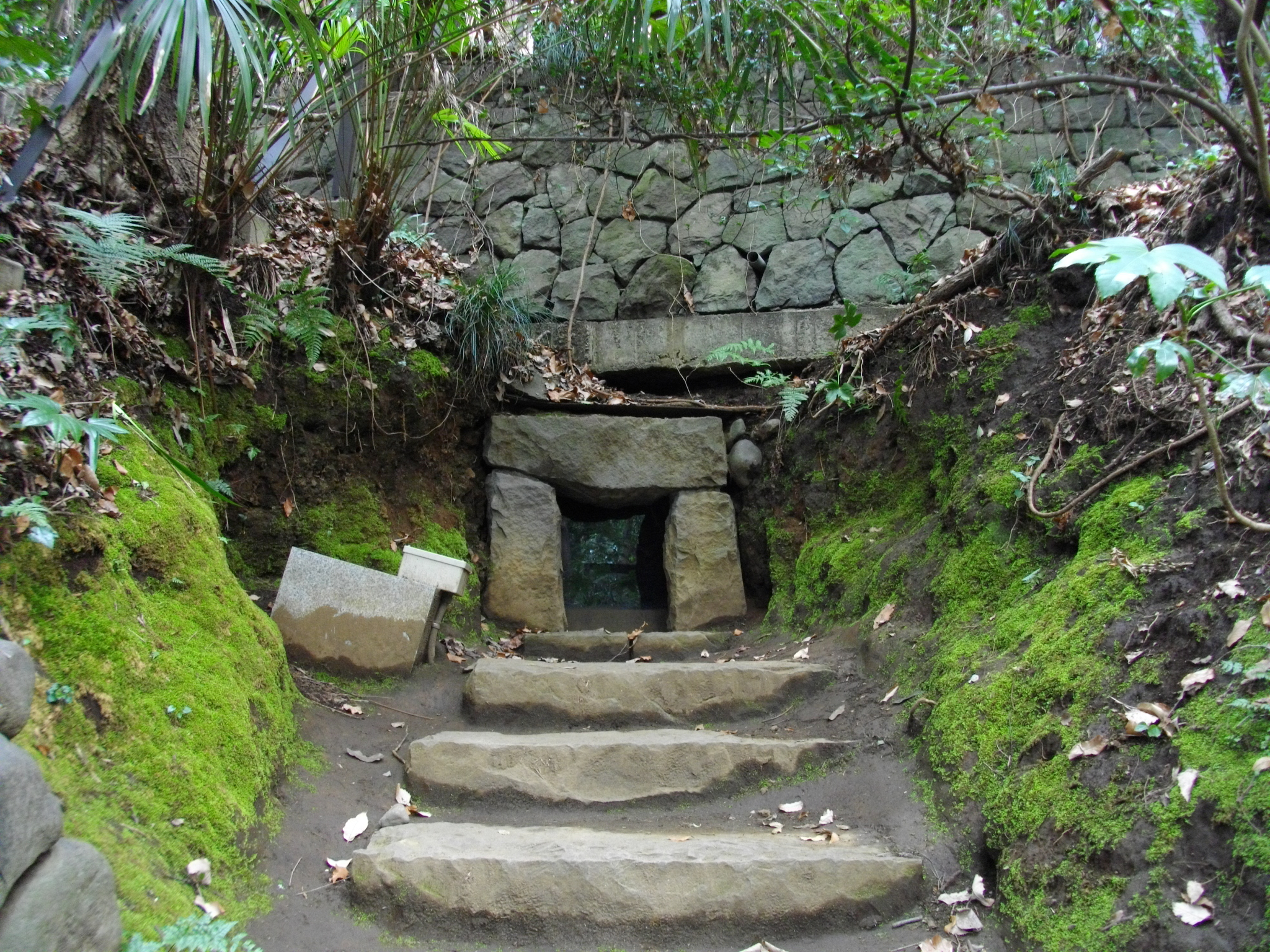
تودوروکی کیکوکو
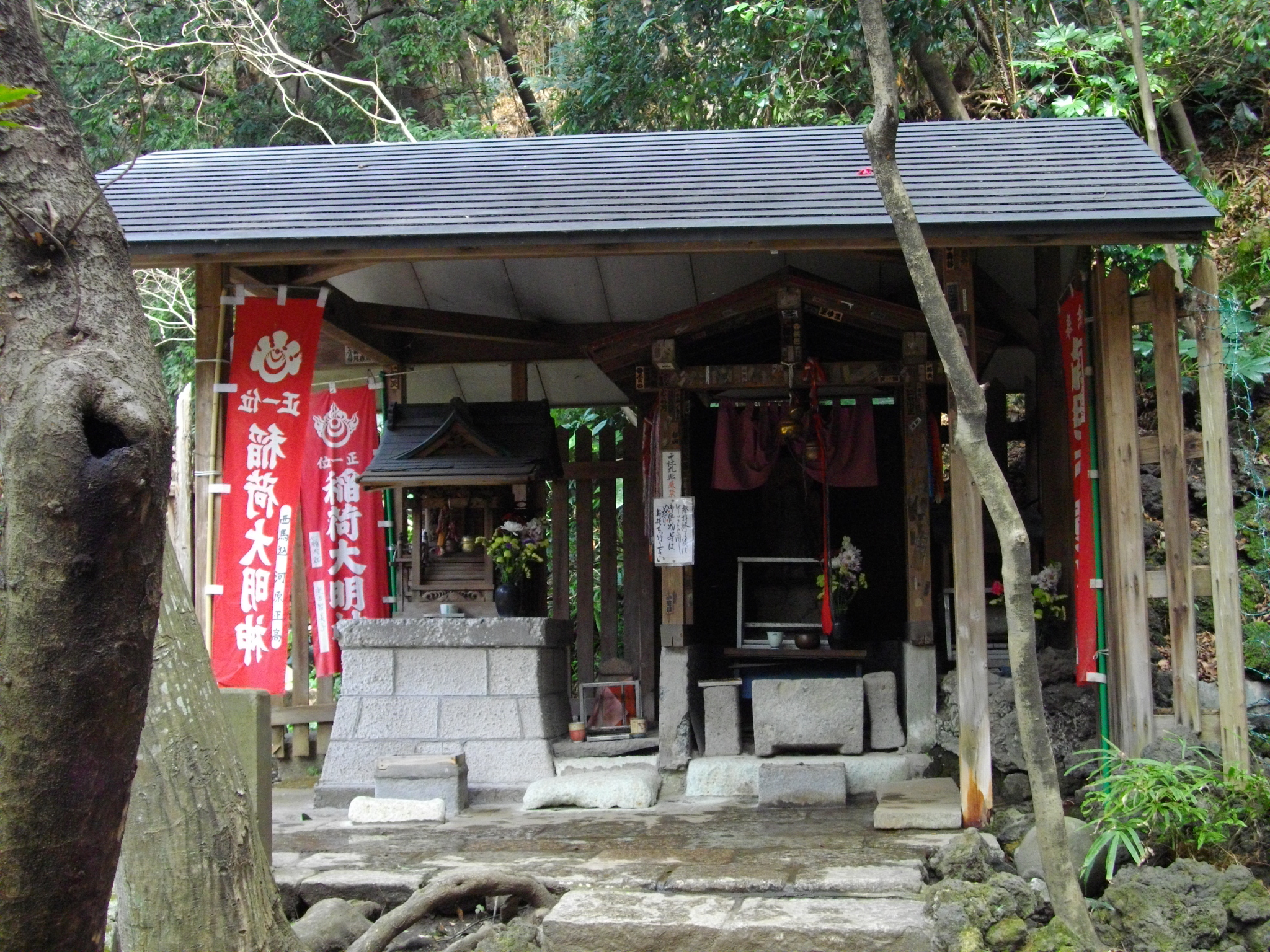
تودوروکی کیکوکو ایناری
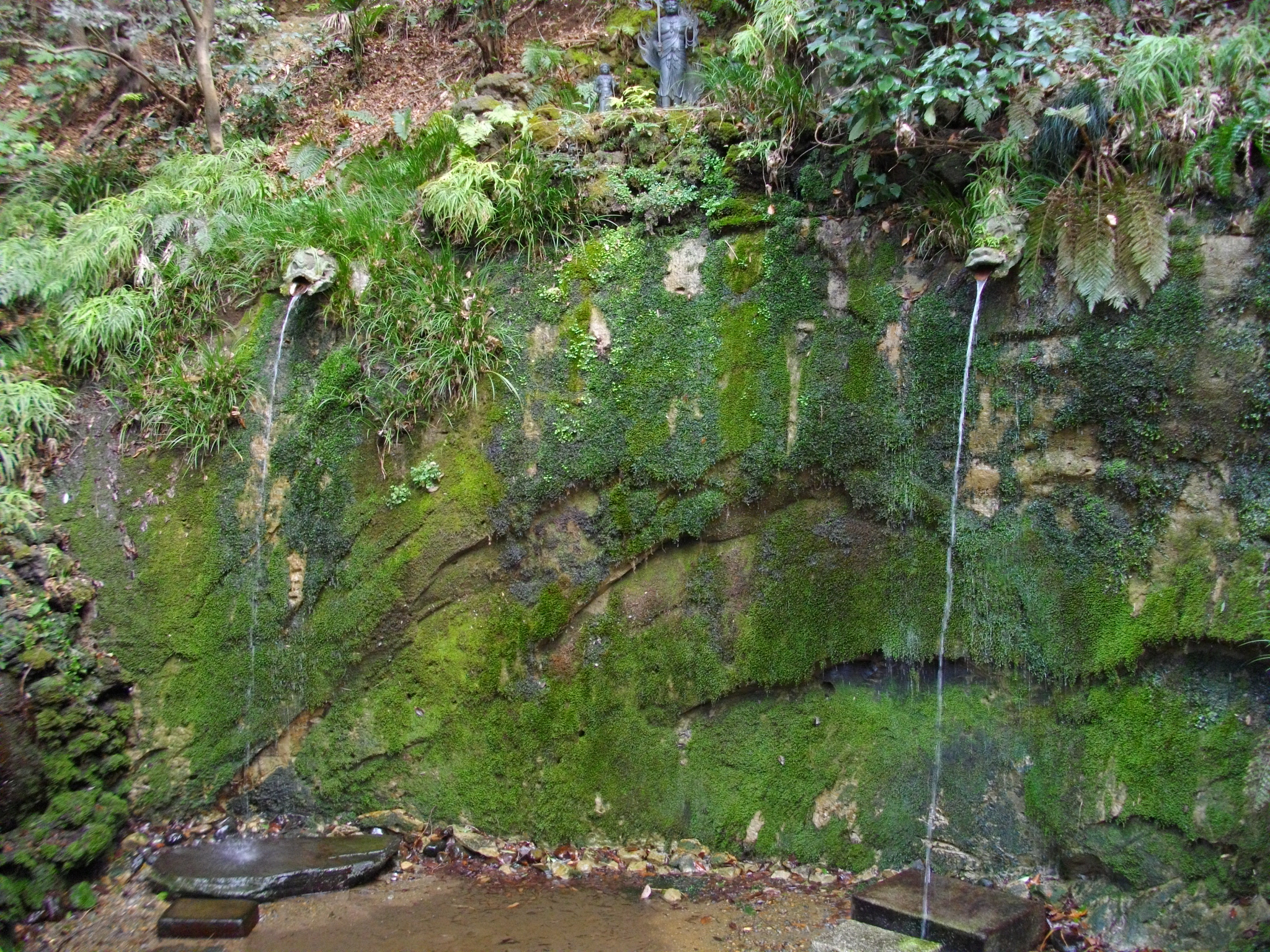
تودوروکی کیکوکو فودو نو تاکی
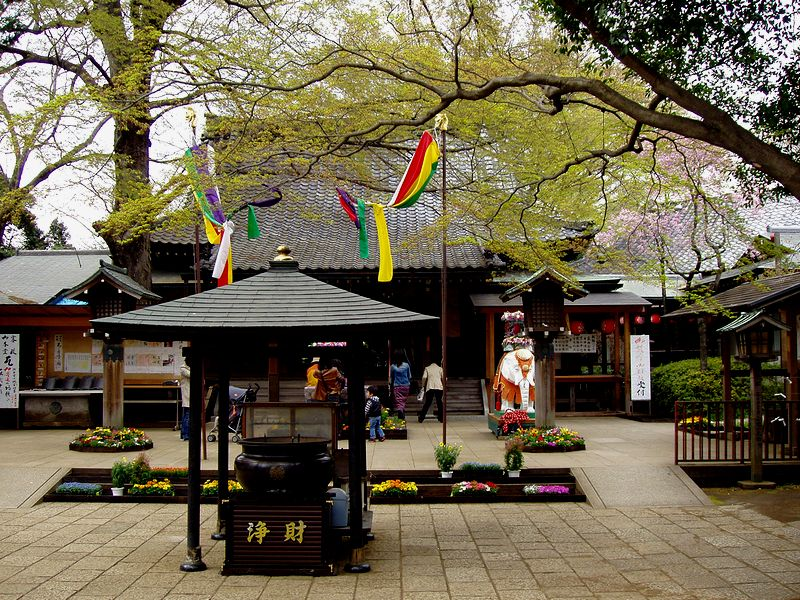